# Navigatielicht
Navigatielichten, positielichten of boordlichten zijn lampen op zee- en binnenvaartuigen en op vliegtuigen, waarvan de constructie en het gebruik bij wet zijn geregeld. Soort, aantal en vorm zijn afhankelijk van grootte en type vaartuig of vliegtuig; zo mogen bijvoorbeeld oorlogsschepen afwijken van de voorschriften als dit uit praktisch oogpunt beter is.

## Schepen

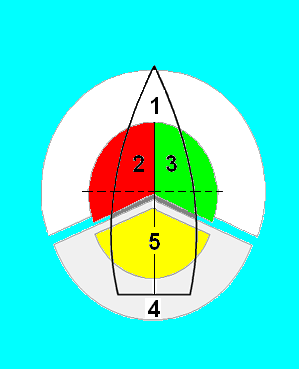
Schematisch overzicht van de dekking van de navigatielichten; de nummers corresponderen met de in de tekst genoemde lichten

### Technisch
De lichten dienen te voldoen aan regels t.a.v. zichtbaarheid. De hoogte van de verlichting en de lichtsterkte ervan dienen voldoende te zijn om het vaartuig op zekere afstand te kunnen zien. Ze moeten voldoen aan Europese Norm EN 14744 van augustus 2005: Inland navigation vessels and sea-going vessels - Navigation light. 

### Gebruik
De regels voor navigatielichten zijn beschreven in de Internationale Bepalingen ter Voorkoming van Aanvaringen op Zee (BvA). Voor 1848 waren er geen regels voor de aantallen, kleuren en plaatsing van navigatieverlichting en werden er diverse systemen naast elkaar gebruikt. In 1848 voerde de Admiralty het systeem in van kapitein Evans voor de navigatielichten. Dit is nog steeds de basis voor de huidige regels. Veel landen namen de Britse maritieme wetgeving over en in 1889 werd het systeem vastgelegd tijdens de Internationale Maritieme Conferentie van Washington.

#### Nederland
Voor Nederland zijn de regels beschreven in het Rijnvaartpolitiereglement, het Binnenvaartpolitiereglement. Overeenkomstig het Binnenvaartpolitiereglement bestaan de navigatielichten doorgaans uit:
1. Toplicht: een mastlamp met de kleur wit, schijnend van recht vooruit tot 22,5 graden naar achter aan beide zijden; grote schepen voeren vaak een extra toplicht achter op het schip;
2. Bakboordlicht: een rood licht met dezelfde schijnhoek , maar dan alleen naar bakboord;
3. Stuurboordlicht: een groen licht met dezelfde schijnhoek , maar dan alleen naar stuurboord;
4. Heklicht: een wit licht aan of bij het hek (achterschip) schijnend van recht achteruit tot 67,5 graden; dit dekt dus de hoek af die de andere lampen niet dekken;
5. Heklicht voor een sleepboot met sleep geel, zonder sleep wit.

Aan de verlichting is het type schip te herkennen en is ook de koers van een schip te bepalen. Een kleine zeilboot heeft bijvoorbeeld alleen boordlichten en een heklicht, zonder toplicht, een grote (>20 meter) heeft daarbij een rood en een groen rondom schijnend licht in de mast ("Rood boven Groen").
Bijzondere vaartuigen voeren vaak aanvullende of afwijkende navigatielichten om hun status of werkzaamheden aan te duiden. Zo voeren sleepboten tijdens het slepen een geel heklicht (5) en een dubbel toplicht. Varen ze "in span" (met meer sleepboten verbonden aan één schip) dan voeren ze zelfs drie toplichten. Doel van deze verlichting is het voorkomen dat andere vaartuigen tussen de sleepboot en de sleep manoeuvreren. Een ander voorbeeld is een vrijvarende veerpont, die in Nederland een rondom schijnend toplicht voert, bestaande uit een groen en een wit licht boven elkaar geplaatst..

## Vliegtuigen

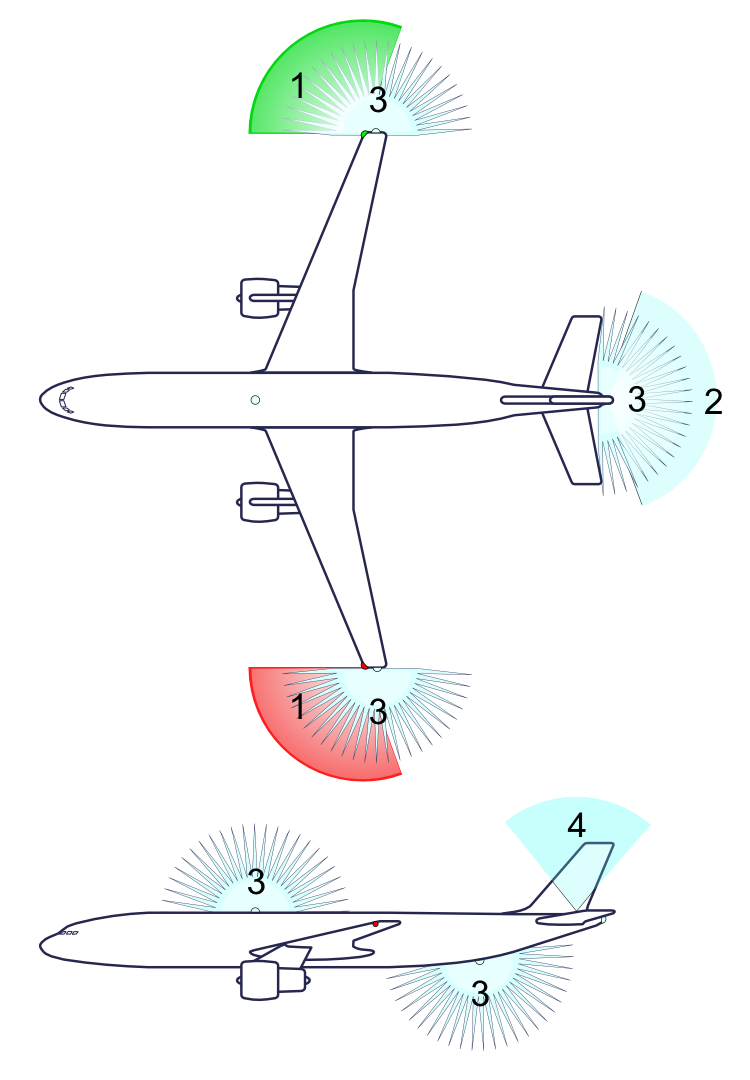
Navigatielichten aan boord van een vliegtuig

De positielichten op vliegtuigen zijn op gelijksoortige wijze aangebracht. Op de voorkant van de linker- en rechter vleugeltip bevinden zich respectievelijk een rood en een groen licht. Een wit licht is zover mogelijk naar achteren aangebracht op ofwel de staart of op de beide vleugeltippen. Behalve deze positielichten zijn er ook felle flitslampen (strobe lights) aangebracht om de zichtbaarheid van het vliegtuig verder te verhogen en botsingen te voorkomen. Strobe lights mogen alleen gebruikt worden tijdens de vlucht. Bij grote vliegtuigen zijn ook nog Beacon Lights verplicht. Dit zijn roterende lichten in het midden bovenop en aan de onderzijde van de romp. Deze moeten branden bij het starten van de motoren en als het vliegtuig in beweging is.
Opmerking: er is een verschil tussen de hoeken die de verschillende sectoren begrenzen bij vliegtuigen ten opzichte van schepen. De rode en groene lichten bestrijken bij schepen en watervliegtuigen een hoek van 112,5°, terwijl deze hoek bij overige vliegtuigen 110° bedraagt.

## Ezelsbruggetjes
Voor wie niet kan onthouden welke kleur licht waar hoort, zijn er talloze ezelsbruggetjes. Een aantal voorbeelden:
- Het woordje gras: Groen Rechts Aan Stuurboord.
- Het woordje balero: Bakboord Links En Rood.
- Stuurboord heeft twee keer een R van Rechts (Let wel: dit is niet de R van rood!)
- Vanuit de politiek gedacht: links is rood.
- Het hart (rood) van een mens zit links.